# علي غالب باشا
علي غالب باشا هو قائد عسكري مصري من أصل شركسي. شارك في حرب القرم، التي خاضها الجيش المصري إلى جانب جيوش الدولة العثمانية. تولى نظارة الجهادية لفترة وجيزة في عهد الخديو توفيق، كما شغل قبلها منصب محافظ دمياط.
كان علي غالب بك في حرب القرم قائدًا لألاي البيادة (المشاة) 5 جي، الذي كان يتألف من 6092 جنديًا، وكان يحمل رتبة أمير ألاي (عميد)، ثم ترقى فيما بعد إلى رتبة فريق وصار ناظرًا للجهادية (الحربية) في بدء نظارة شريف باشا الثانية (5 يوليو 1879 - 18 أغسطس 1879) أول عهد الخديو توفيق، ثم شغل منصب وكيل الحربية بعد الاحتلال الإنجليزي لمصر. كما شغل منصب محافظ دمياط عامي 1874 و1875.